# Equipe estadunidense na Copa Billie Jean King
A equipe estadunidense na Copa Billie Jean King representa os Estados Unidos na Copa Billie Jean King, principal competição de tênis feminina por equipes do mundo. É administrada pela United States Tennis Association.
É o maior vencedor da competição, com dezoito títulos. A maioria se deu no século XX, com um notável hexacampeonato (1977-1978-1979-1980-1981-1982).

## Última convocação
Para o Finals de 2023, em novembro:
- Danielle Collins
- Sofia Kenin
- Madison Keys
- Sloane Stephens
- Taylor Townsend